# 猴足鼠屬
猴足鼠屬（学名：Pithecheir）为哺乳綱、囓齒目、鼠科的一屬哺乳动物。而與猴足鼠屬（猴足鼠）同科的動物尚有芒鼠屬（窪地芒鼠）、卷尾鼠屬（長尾卷尾鼠）、雲鼠屬（雲鼠）、溝齒澤鼠屬（溝齒澤鼠）等之數種哺乳動物。

## 下属物种
本属包括以下物种：
- Pithecheir melanurus Lesson, 1840
- Pithecheir parvus Kloss, 1916